# Leuchtturm Mangaļsala
Der Leuchtturm Mangaļsala ist ein ehemaliges Leuchtfeuer auf der Ostmole der Dünamündung. Es war bis 1998 in Betrieb und wurde durch einen 7 Meter hohen Metallturm ersetzt. Jetzt ist es als dekoratives Baudenkmal am Stadtkanal im ehemaligen „Schützengarten“ aufgestellt. Der Name erinnert an den früheren Standort auf dem Magnusholm.